# Biserica de lemn din Valea Groșilor

Biserica de lemn din Valea Groşilor, județul Cluj

Biserica de lemn din Valea Groșilor, comuna Vad, județul Cluj, era construită spre sfârșitul secolului XVIII. Avea hramul „Sfinții Arhangheli Mihail și Gavriil”. Biserica a fost demolată în anul 1979, an în care a fost terminată noua biserică a satului.

## Istoric și trăsături
Biserica fusese construită, potrivit inscripției de pe prestol, în anul 1791. Avea pereții tencuiți, planul rectangular, cu altarul poligonal decroșat. Turnul prismatic de deasupra pronaosului era înzestrat cu galerie deschisă, cu câte două arcade semicirculare pe fiecare latură. Coiful octogonal pornea de pe o bază pătrată. În patrimoniul bisericii existau două icoane pe lemn, pictate la 1722 de Vasile Zugravul din Sânmihaiu Almașului: Arhanghelul Mihail și Maica Domnului cu Pruncul. Pe dosul acestor icoane se puteau desluși inscripții cu caractere chirilice. Pe icoana Arhanghelul Mihail scrie: „astă icoană a(u) făcută Va(sile) Zugravul...Ion Ale(xandru) Toader Mi(hai)...noi să le fie pomană în veci leat 1722. Icoana a fost parțial repictată la 1791, după cum reiese dintr-o inscripție de pe spatele panoului: „Această icoană au plătit Bote Vasilică, Bote Toader, Bote Tifor, Bote Todor. Bote Lup Zugravul au înfru...țoșat 1791.” Pe icoana Maria cu Pruncul, zugravul a scris: „Ghilipa Filip Vasile, Ghilipa Macovei iastă icuna este făcută de mâna loi Vasile Zugravul...să hie pomană...veci anno...leat 1722.

## Bilbiografie
- Pr. Teodor Petrican - Scurtă monografie a localității Valea Groșilor - http://www.parohiavad.go.ro/vgr.htm Arhivat în 26 februarie 2008, la Wayback Machine.
- Monumente istorice și de artă religioasă din Arhiepiscopia Vadului, Feleacului și Clujului. Cluj Napoca: Arhiepiscopia Ortodoxă Română a Vadului, Feleacului și Clujului. 1982.